# Derbe strigipennis
Derbe strigipennis är en insektsart som beskrevs av John Obadiah Westwood 1840. Derbe strigipennis ingår i släktet Derbe och familjen Derbidae. Inga underarter finns listade i Catalogue of Life.